# Hosston
Hosston és una població dels Estats Units a l'estat de Louisiana. Segons el cens del 2000 tenia 387 habitants.

## Demografia
Segons el cens del 2000, Hosston tenia 387 habitants, 152 habitatges, i 101 famílies. La densitat de població era de 56 habitants/km².
Dels 152 habitatges en un 29,6% hi vivien nens de menys de 18 anys, en un 53,3% hi vivien parelles casades, en un 10,5% dones solteres, i en un 32,9% no eren unitats familiars. En el 28,3% dels habitatges hi vivien persones soles el 15,1% de les quals corresponia a persones de 65 anys o més que vivien soles. El nombre mitjà de persones vivint en cada habitatge era de 2,55 i el nombre mitjà de persones que vivien en cada família era de 3,2.
Per edats la població es repartia de la següent manera: un 26,6% tenia menys de 18 anys, un 5,7% entre 18 i 24, un 26,4% entre 25 i 44, un 21,4% de 45 a 60 i un 19,9% 65 anys o més.
L'edat mediana era de 41 anys. Per cada 100 dones de 18 o més anys hi havia 94,5 homes.
La renda mediana per habitatge era de 22.500 $ i la renda mediana per família de 26.250 $. Els homes tenien una renda mediana de 25.179 $ mentre que les dones 18.125 $. La renda per capita de la població era de 12.282 $. Entorn del 24,1% de les famílies i el 27,8% de la població estaven per davall del llindar de pobresa.

## Poblacions més properes
El següent diagrama mostra les poblacions més properes.